# Stefan Dybowski

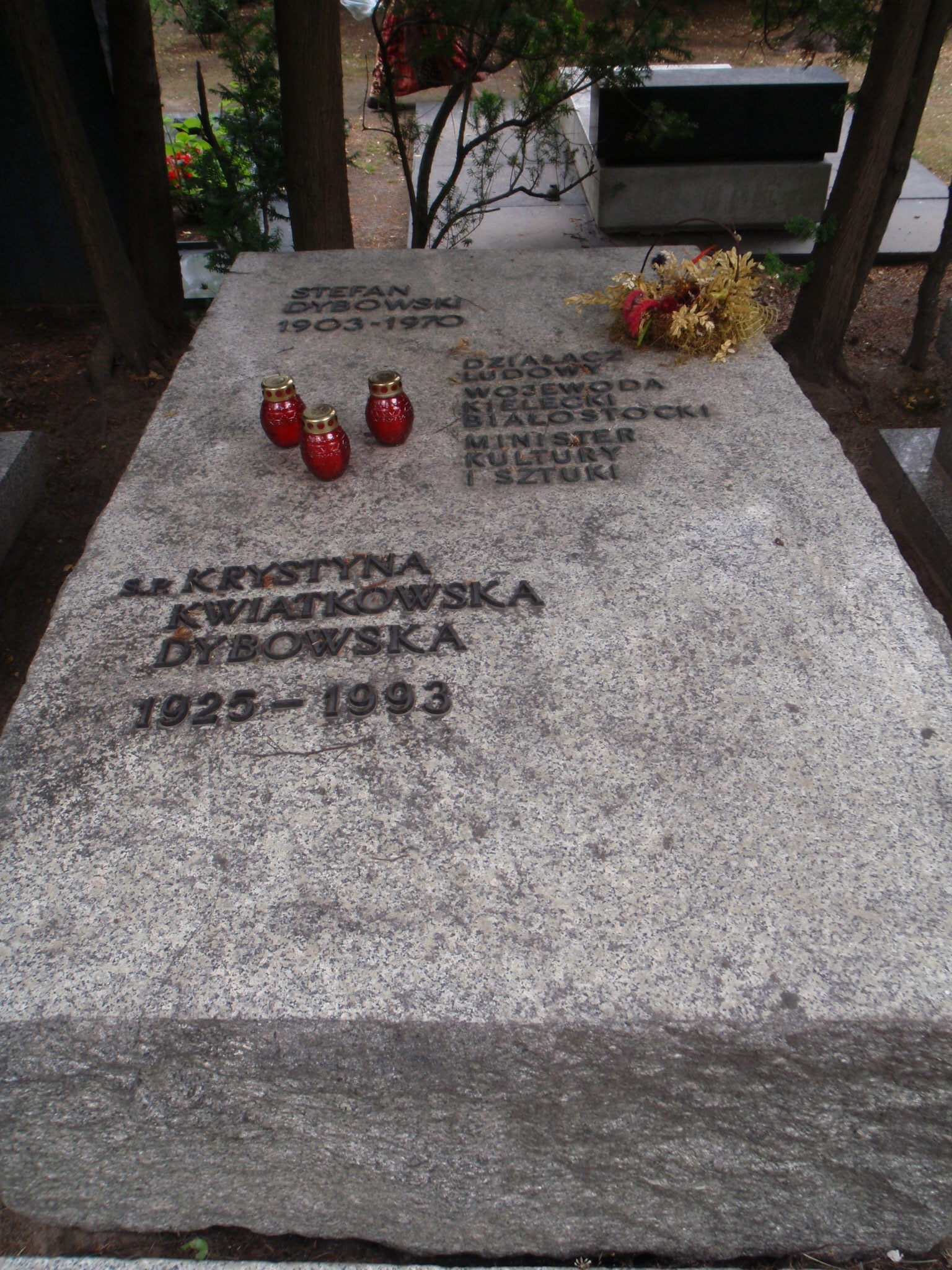
Grób Dybowskiego na cmentarzu Wojskowym na Powązkach w Warszawie (2011)

Stefan Dybowski, ps. „Wojciech Bandos” (ur. 31 sierpnia 1903 w Kleczewie, zm. 30 października 1970 w Warszawie) – polski nauczyciel, działacz społeczny, działacz ruchu ludowego, żołnierz; poseł do Krajowej Rady Narodowej i na Sejm Ustawodawczy (1947–1952), w latach 1947–1952 minister kultury i sztuki, w latach 1956–1963 redaktor naczelny i prezes zarządu Ludowej Spółdzielni Wydawniczej; bibliofil, bibliograf, członek założyciel Kaliskiego Towarzystwa Przyjaciół Książki (1927).

## Życiorys
Stefan Dybowski był synem Zofii i Teodora Dybowskiego, który od czasu strajku szkolnego w 1905 pozostawał pod stałym nadzorem policyjnym. Ojciec Teodora brał udział w powstaniu listopadowym. Władze rosyjskie zmusiły Teodora Dybowskiego i jego rodzinę do opuszczenia Zduńskiej Woli i zamieszkania w Piwonicach (obecnie dzielnica Kalisza), gdzie Teodor został nauczycielem. Stefan Dybowski był starszym bratem Janusza Teodora Dybowskiego, pisarza.  
Stefan Dybowski w 1920 brał ochotniczo udział w obronie Warszawy jako członek Brygady Syberyjskiej. Od 1921 do 1932 był prezesem oddziału Związku Strzeleckiego w Kaliszu. W Kaliszu ukończył Gimnazjum im. Tadeusza Kościuszki, podjął następnie pracę jako nauczyciel w jednej z kaliskich szkół powszechnych. W 1923 był prezesem Koła Młodzieży Socjalistycznej w Kaliszu i przystąpił do Związku Nauczycielstwa Polskiego. 
W 1927 został sekretarzem nowo założonego Kaliskiego Towarzystwa Przyjaciół Książki. W towarzystwie tym prowadził Dybowski regionalne prace bibliograficzne, celem których było opracowanie pełnej bibliografii druków wydanych przez drukarnie kaliskie i literatury dotyczącej Kalisza, wydał wtedy pracę W sprawie bibliografii literatury o Kaliszu (1928); zbiór kilkuset starodruków uległ zniszczeniu w czasie II wojny światowej (1939–1945). W 1937 ukończył studia w Państwowym Instytucie Nauczycielskim w Warszawie.
Był żołnierzem Batalionów Chłopskich, działaczem Stronnictwa Ludowego „Wola Ludu”, Stronnictwa Ludowego, a następnie Zjednoczonego Stronnictwa Ludowego. Był członkiem Rady Naczelnej SL (1945–1949), członkiem Naczelnego Komitetu Wykonawczego SL (1946–1949), członkiem Naczelnego Komitetu Wykonawczego ZSL (1949–1956) i zastępcą członka Naczelnego Komitetu ZSL (od grudnia 1956 do marca 1969). Redaktorem czasopisma regionalnego „Ziemia Kaliska”.
Od 1944 do 1945 był wicewojewodą kieleckim i członkiem prezydium Wojewódzkiej Rady Narodowej w Kielcach (w latach 1952–1954 jej przewodniczącym), a następnie – do 1947 – wojewodą białostockim. W latach 1947–1952 był ministrem kultury i sztuki w pierwszym rządzie Józefa Cyrankiewicza; w czasie urzędowania zorganizował m.in. Państwowe Muzeum Auschwitz-Birkenau w Oświęcimiu i Państwowe Muzeum na Majdanku. Ponadto był posłem do Krajowej Rady Narodowej i na Sejm Ustawodawczy.
W latach 1954–1956 był zastępcą profesora i prorektorem Państwowej Wyższej Szkoły Pedagogicznej w Warszawie. Od 1959 do 1963 był prezesem Ludowej Spółdzielni Wydawniczej, po czym został wykładowcą na Uniwersytecie Warszawskim. W latach 1959–1961 kierował Towarzystwem Przyjaźni Polsko-Albańskiej. 
Był mężem Wandy z Nowickich (1905–1978), nauczycielki. Jego córką była Zofia Dybowska-Aleksandrowicz.
Został pochowany na cmentarzu Wojskowym na Powązkach w Warszawie (kwatera A2-Tuje-5).

## Ordery i odznaczenia
- Krzyż Komandorski Orderu Odrodzenia Polski (19 lipca 1946)[9]
- Złoty Krzyż Zasługi (8 maja 1946)[10]
- Wielka Wstęga Orderu Gwiazdy Rumuńskiej Republiki Ludowej (1948)[11]
- Wielka Wstęga Republikańskiego Orderu Zasługi (Węgry, 1948)[12]